# Prince (album)
A Prince az amerikai énekes, Prince második stúdióalbuma. 1979. október 19-én jelent meg a Warner Bros. Records-on keresztül. Az album minden munkálatát Prince végezte. Az album sokkal változatosabbnak volt tekintve, mint a For You (1978) és sikeresebb is volt az énekes debütáló albumánál. Az 1981-es Robert Christgau-könyvben, a Christgau's Record Guide: Rock Albums of the Seventies-ben a szerző a következőt írta az albumról: "Ez a srác nagy sztár lesz, és ezt meg is érdemli".
A Prince 22. helyig jutott a Billboard 200-on és harmadik lett a Billboard R&B listán. Az albumon három dal szerepelt, ami nagy sikert aratott a Billboard Hot Black Singles slágerlistán: a "Why You Wanna Treat Me So Bad?", a "Sexy Dancer" és az "I Wanna Be Your Lover". Az "I Wanna Be Your Lover" volt Prince első nagy sikerű kislemeze a Billboard Hot 100-on, ahol 11. helyig jutott, míg első lett a Billboard Hot Black Singles-ön. A Prince platina minősítést kapott az Amerikai Hanglemezgyártók Szövetségétől (RIAA) csak négy hónappal megjelenése után.

## Háttere
Az albumot Prince írta, komponálta, hangszerelte és egyedül ő adta elő. Az albumon Prince megköszönte André Cymone basszusgitáros és Bobby Z. dobos segítségét és "Isten küldötte segítőknek" nevezte őket.
Prince pár hét alatt vette fel az albumot, miután a Warner Bros. kért tőle egy második albumot a For You (1978) megjelenését követően. Mivel Prince-nek nem tetszett, hogy sikertelen volt az első (kivétel a "Soft and Wet" kislemez), az énekes gyorsan felvette a második albumát. 

### 2019
2019. október 19-én megjelent az "I Feel For You" akusztikus verziója, amely a Prince album 40. évfordulóját ünnepelte.

## Számlista
Az összes dal szerzője Prince. 
|    | Cím                               | Hossz |
| -- | --------------------------------- | ----- |
| 1. | I Wanna Be Your Lover             | 5:49  |
| 2. | Why You Wanna Treat Me So Bad?    | 3:49  |
| 3. | Sexy Dancer                       | 4:18  |
| 4. | When We're Dancing Close and Slow | 5:23  |
| 5. | With You                          | 4:00  |
| 6. | Bambi                             | 4:22  |
| 7. | Still Waiting                     | 4:12  |
| 8. | I Feel for You                    | 3:24  |
| 9. | It's Gonna Be Lonely              | 5:27  |

## Kislemezek
| Év   | Cím                              | B-oldal                                 | Slágerlisták | Slágerlisták | Slágerlisták | Slágerlisták |
| Év   | Cím                              | B-oldal                                 | US           | US R&B       | US Dance     | UK           |
| ---- | -------------------------------- | --------------------------------------- | ------------ | ------------ | ------------ | ------------ |
| 1979 | "I Wanna Be Your Lover"          | "My Love Is Forever"                    | 11           | 1            | 2            | 41           |
| 1980 | "Why You Wanna Treat Me So Bad?" | "Baby"                                  | –            | 13           | –            | –            |
| 1980 | "Still Waiting"                  | "Bambi"                                 | –            | 65           | –            | –            |
| 1980 | "Sexy Dancer"                    | "Baby"/"Why You Wanna Treat Me So Bad?" | –            | –            | 2            | –            |

## Slágerlisták
| Slágerlista (1979)                   | Legmagasabb pozíció |
| ------------------------------------ | ------------------- |
| US Billboard 200                     | 22                  |
| US Billboard Top R&B Albums          | 3                   |
| Slágerlista (2016)                   | Legmagasabb pozíció |
| Francia Albumok (SNEP)               | 190                 |
| Svájci Albumok (Schweizer Hitparade) | 92                  |
| US Billboard 200                     | 52                  |

## Minősítések
| Régió                    | Minősítés | Példányszám |
| ------------------------ | --------- | ----------- |
| Egyesült Királyság (BPI) | Ezüst     | 60,000^     |
| Egyesült Államok (RIAA)  | Platina   | 1,000,000^  |